# Žďár nad Orlicí
Žďár nad Orlicí (německy Brand an der Adler) je obec v okrese Rychnov nad Kněžnou v Královéhradeckém kraji. Žije zde 545 obyvatel.
Vesnicí vede železniční trať Velký Osek – Choceň a na západním konci vesnice je železniční zastávka.

## Název
Název obce pochází od slova žďářit, tedy získávat pozemek vymýcením a vypálením lesa.

## Historie
První písemná zmínka o vesnici pochází z roku 1342, kdy ves patřila k majetku pána Mikuláše z Potštejna, se uvádí s poplužními dvory Horní Žďár, Světlá a Chotiv.

## Přírodní poměry
Vesnice stojí ve Orlické tabuli na hranici přírodního parku Orlice. Jejím správním územím protéká Tichá Orlice, která se v severním cípu katastrálního území spojuje s Divokou Orlicí. Pozemky kolem řeky severně od vesnice jsou součástí přírodní památky Orlice.

## Obyvatelstvo
| Rok            | 1869 | 1880 | 1890 | 1900 | 1910 | 1921 | 1930 | 1950 | 1961 | 1970 | 1980 | 1991 | 2001 | 2011 | 2021 |
| -------------- | ---- | ---- | ---- | ---- | ---- | ---- | ---- | ---- | ---- | ---- | ---- | ---- | ---- | ---- | ---- |
| Počet obyvatel | 787  | 833  | 819  | 785  | 837  | 836  | 845  | 656  | 593  | 569  | 479  | 427  | 421  | 435  | 509  |
| Počet domů     | 117  | 122  | 125  | 128  | 134  | 144  | 168  | 181  | 167  | 165  | 152  | 190  | 185  | 206  | 222  |

## Obecní správa

### Části obce
- Žďár nad Orlicí
- Chotiv
- Světlá

### Obecní symboly
Znak a vlajka byly obci uděleny rozhodnutím předsedy Poslanecké sněmovny Parlamentu České republiky dne 12. května 2016.

## Služby
V obci fungují dvě restaurační zařízení (Restaurace Pod Kaštany – celoročně, Hospoda Na Hřišti – během letní sezóny). V obci je obchod se smíšeným zbožím v budově obecního úřadu.

## Další fotografie

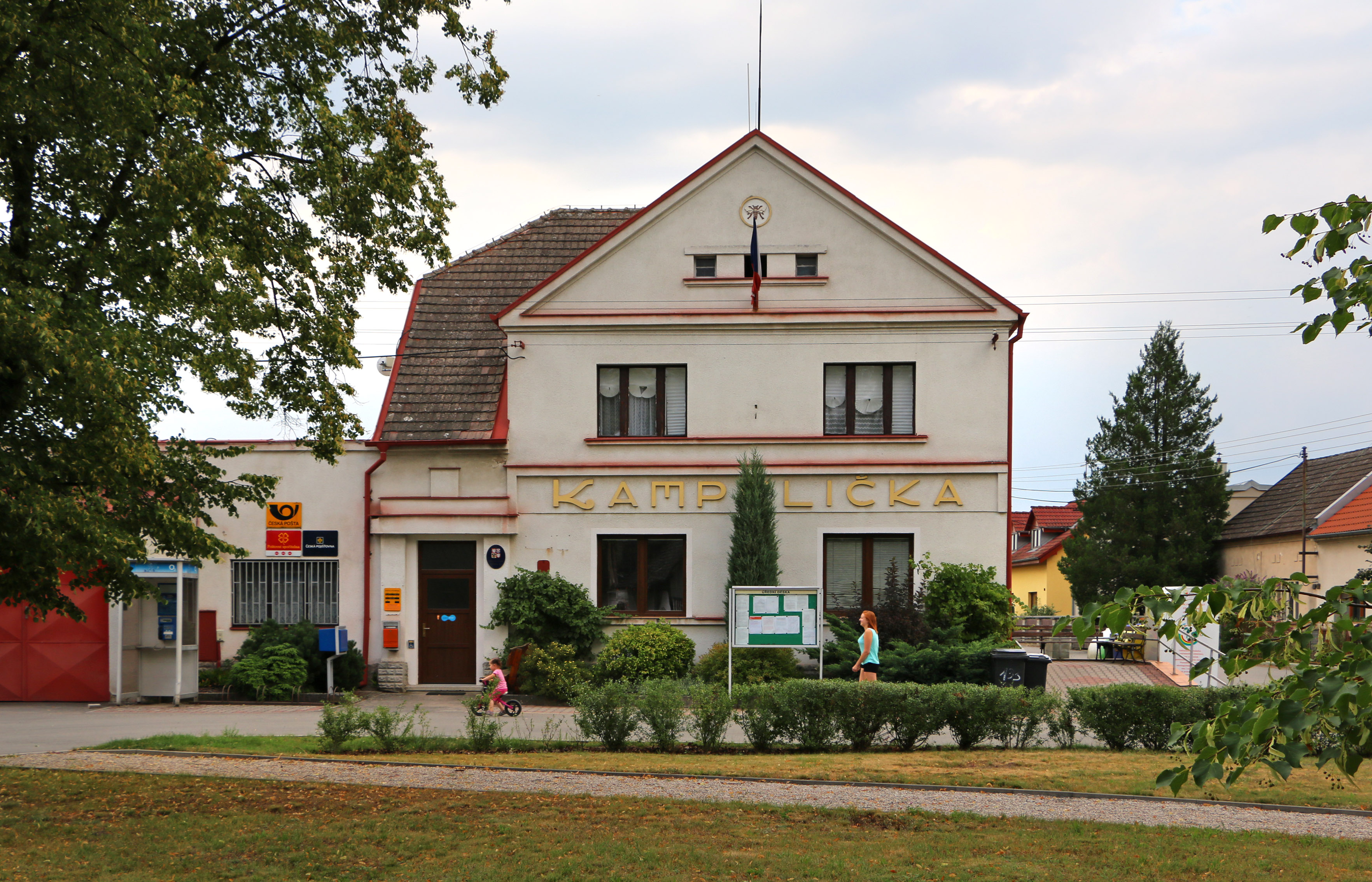
Obecní úřad a pošta
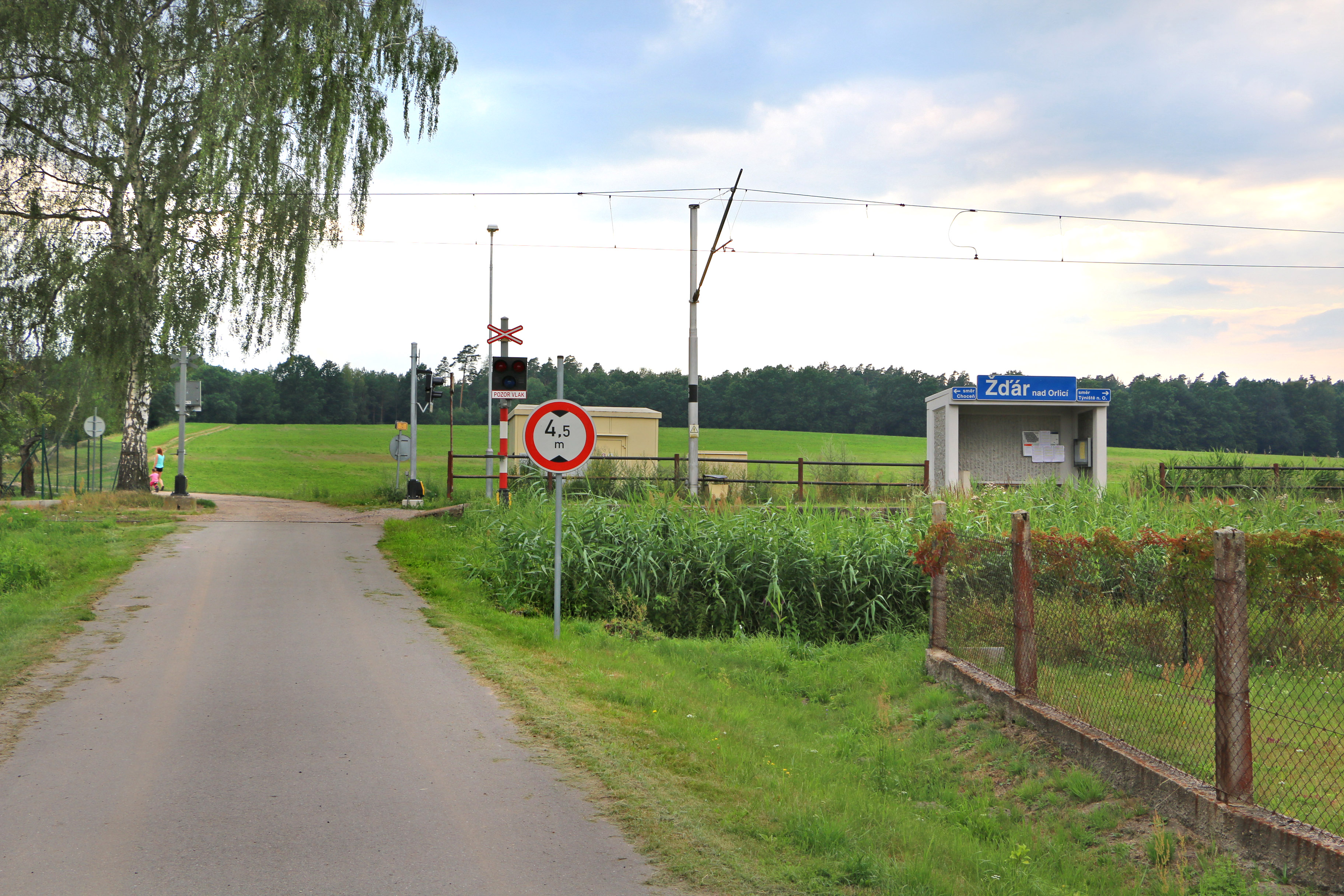
Vlaková zastávka
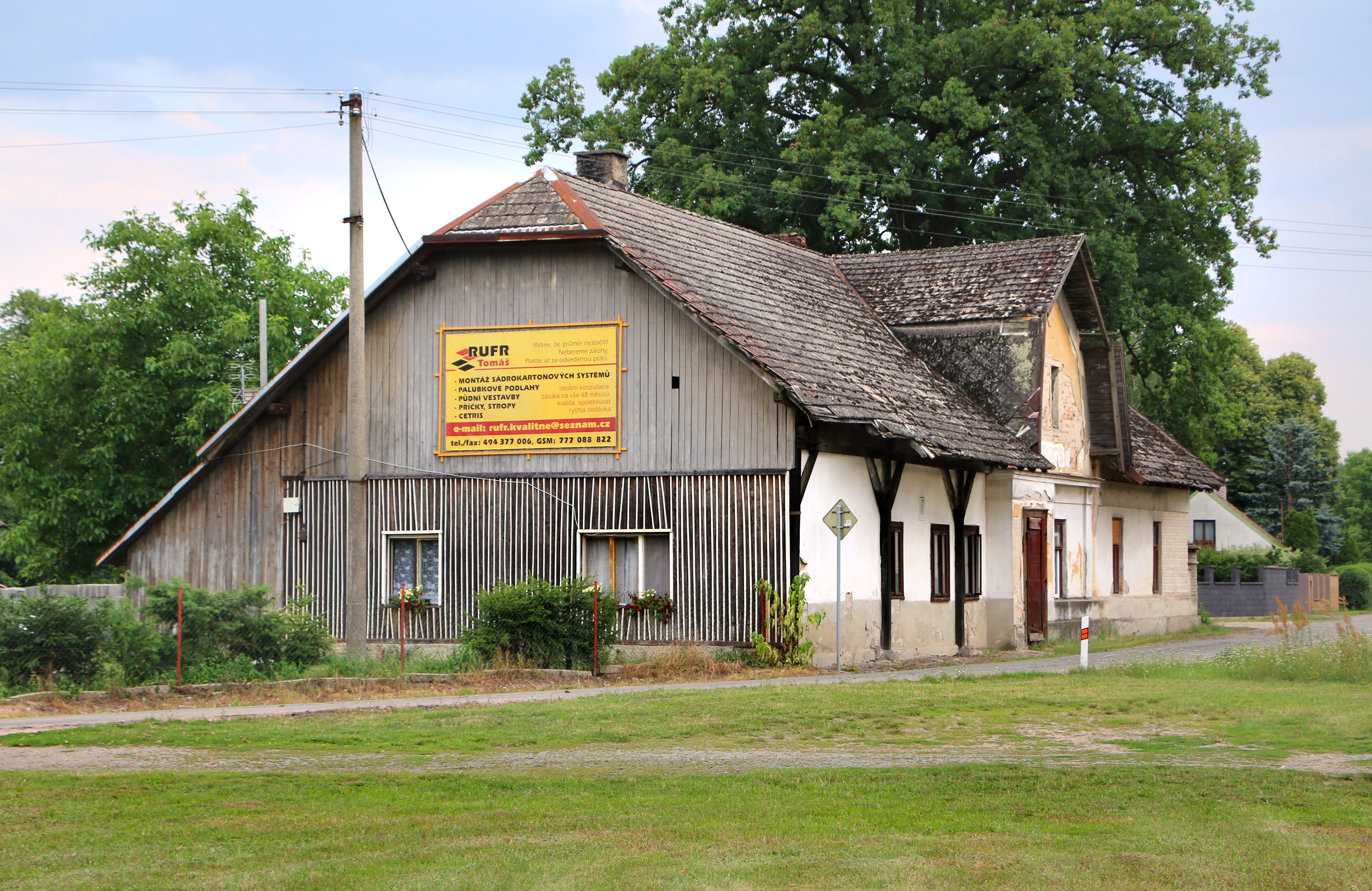
Dům čp. 1
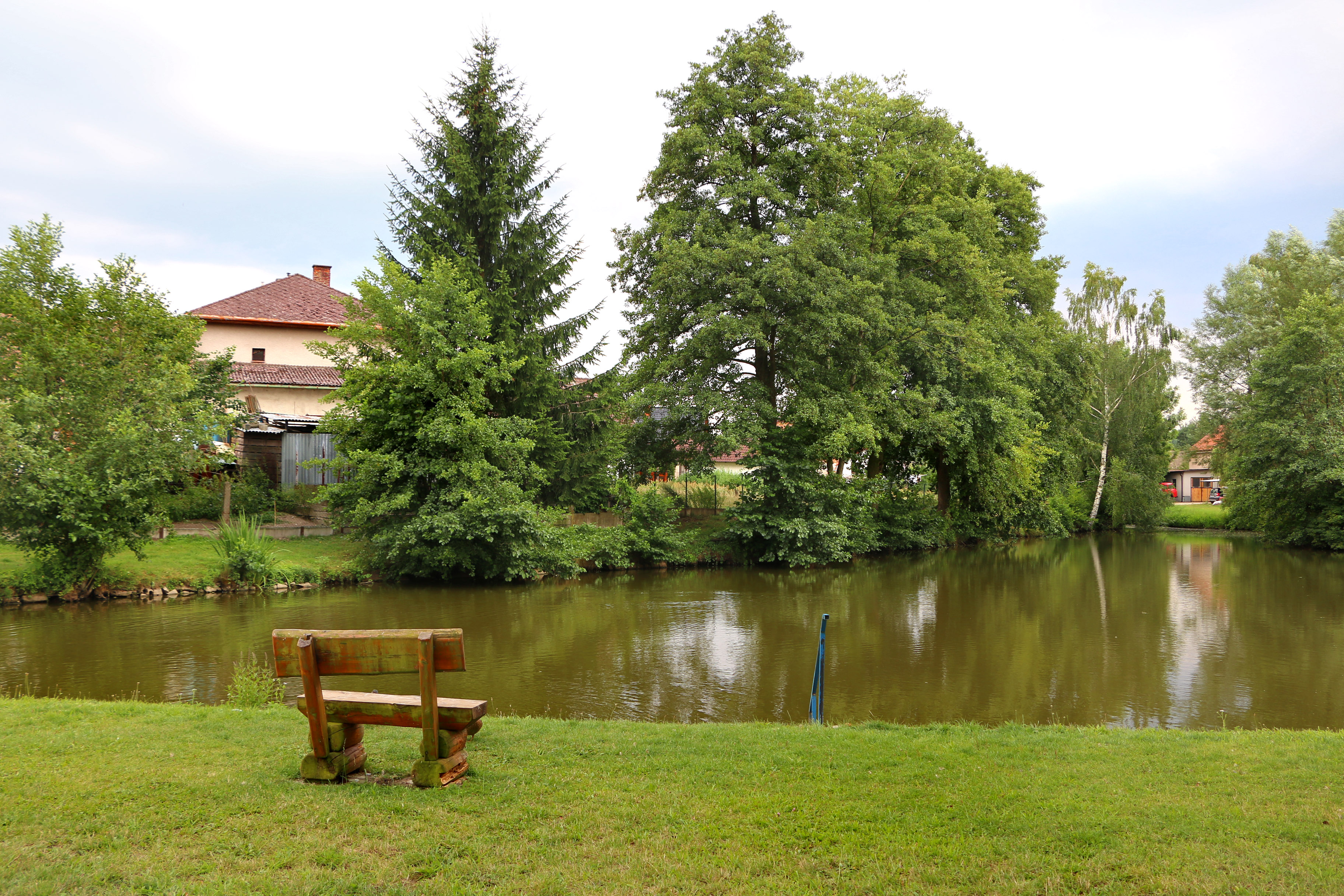
Rybník na Žďárském potoku